# Norman G. Thomas
Pour les articles homonymes, voir Thomas.
Ne doit pas être confondu avec Norman Mattoon Thomas.
Norman Gene Thomas, né le 1er mai 1930 et mort le 19 mai 2020, est un astronome américain.
Il travaillait à l'observatoire Lowell à l'aide du comparateur à clignotement avec Robert Burnham, Jr., auteur du célèbre ouvrage en trois volumes Celestial Handbook. Avec lui et Henry Lee Giclas, il a élaboré le catalogue Giclas entre 1971 et 1978.
D'après le Centre des planètes mineures, il a découvert cinquante-cinq astéroïdes entre 1964 et 1989, dont les astéroïdes Apollon (4544) Xanthos et (4581) Asclépios et l'astéroïde Amor (3352) McAuliffe.
L'astéroïde (2555) Thomas a été nommé en son honneur.

## Astéroïdes découverts
| (2089) Cetacea                                                           | 9 novembre 1977   |
| (2366) Aaryn                                                             | 10 janvier 1981   |
| (2527) Gregory                                                           | 3 septembre 1981  |
| (2556) Louise                                                            | 8 février 1981    |
| (2557) Putnam[1]                                                         | 26 septembre 1981 |
| (2558) Viv                                                               | 26 septembre 1981 |
| (2612) Kathryn                                                           | 28 février 1979   |
| (2683) Brian                                                             | 10 janvier 1981   |
| (2684) Douglas                                                           | 3 janvier 1981    |
| (2764) Moeller                                                           | 8 février 1981    |
| (2779) Mary                                                              | 6 février 1981    |
| (2895) Memnon                                                            | 10 janvier 1981   |
| (2927) Alamosa                                                           | 5 octobre 1981    |
| (2933) Amber                                                             | avril 1983        |
| (2999) Dante                                                             | 6 février 1981    |
| (3117) Niépce                                                            | 11 février 1983   |
| (3151) Talbot                                                            | 18 avril 1983     |
| (3256) Daguerre[1]                                                       | 26 septembre 1981 |
| (3352) McAuliffe                                                         | 6 février 1981    |
| (3367) Alex                                                              | 15 février 1983   |
| (3397) Leyla[2]                                                          | 8 décembre 1964   |
| (3413) Andriana                                                          | 15 février 1983   |
| (3467) Bernheim                                                          | 26 septembre 1981 |
| (3525) Paul                                                              | 15 février 1983   |
| (3561) Devine                                                            | 18 avril 1983     |
| (3580) Avery                                                             | 15 février 1983   |
| (3584) Aisha                                                             | 5 octobre 1981    |
| (3614) Tumilty                                                           | 12 janvier 1983   |
| (3621) Curtis                                                            | 26 septembre 1981 |
| (3807) Pagels[1]                                                         | 26 septembre 1981 |
| (3976) Lise                                                              | 6 mai 1983        |
| (4193) Salanave[1]                                                       | 26 septembre 1981 |
| (4198) Panthera                                                          | 11 février 1983   |
| (4331) Hubbard                                                           | 18 avril 1983     |
| (4544) Xanthos[3]                                                        | 31 mars 1989      |
| (4568) Menkaourê                                                         | 2 septembre 1983  |
| (4581) Asclépios[3]                                                      | 31 mars 1989      |
| (4967) Glie                                                              | 11 février 1983   |
| (5249) Gizeh                                                             | 18 avril 1983     |
| (5461) Autumn                                                            | 18 avril 1983     |
| (5864) Montgolfier                                                       | 2 septembre 1983  |
| (6062) Vespa                                                             | 6 mai 1983        |
| (6174) Polybe                                                            | 4 octobre 1983    |
| (7275) Earlcarpenter                                                     | 15 février 1983   |
| (7380) 1981 RF                                                           | 3 septembre 1981  |
| (7990) 1981 SN1                                                          | 26 septembre 1981 |
| (8469) 1981 TZ                                                           | 5 octobre 1981    |
| (9157) 1983 RB4                                                          | 2 septembre 1983  |
| (9534) 1981 TP                                                           | 4 octobre 1981    |
| (10706) 1981 SE2                                                         | 26 septembre 1981 |
| (11018) 1983 CZ2                                                         | 15 février 1983   |
| (12193) 1979 EL                                                          | 4 mars 1979       |
| (12667) 1979 DF                                                          | 28 février 1979   |
| (19118) 1981 SD2                                                         | 26 septembre 1981 |
| (29123) 1983 RA4                                                         | 2 septembre 1983  |
| 1. avec Brian A. Skiff 2. avec Robert Burnham, Jr. 3. avec Henry E. Holt |                   |